# Jobo Rabzang
Der Jobo Rabzang (andere Namen: Jowo Razang und Jobo Ribjang) ist ein Berg im Himalaya im autonomen Gebiet Tibet. 
Der 6666 m (nach anderen Quellen 6587 m) hohe Berg bildet die höchste Erhebung eines vergletscherten Bergmassivs, das zwischen dem Flusslauf des Rolwaling Chu im Westen und dem Gyabraggletscher im Osten liegt. Der Jobo Rabzang befindet sich im Kreis Tingri. Der Hochgebirgspass Nangpa La liegt 6 km südsüdöstlich. Der Achttausender Cho Oyu erhebt sich 12 km südöstlich vom Jobo Rabzang.
Es ist unklar, ob der Jobo Rabzang noch unbestiegen ist. Der Berg ist nicht zu verwechseln mit dem ähnlich benannten nepalesischen Gipfel Jobo Rinjang.